# Paratrachea laches
Paratrachea laches är en fjärilsart som beskrevs av Druce 1889. Paratrachea laches ingår i släktet Paratrachea och familjen nattflyn. Inga underarter finns listade i Catalogue of Life.